# História da contabilidade
A história da contabilidade principia com o homem primitivo inventariando seus rebanhos com a finalidade de medir sua riqueza e a variação desta ao longo do tempo. Com o tempo, foram sendo aperfeiçoadas as técnicas primitivas de registro contábil. Nesse campo, destaca-se o trabalho do historiador italiano Federigo Melis, que, em 1950, publicou a sua Storia della Ragioneria. Essa obra foi muito estudada e divulgada pelo professor Antônio Lopes de Sá e vários outros autores a partir da segunda metade do século XX. Antes do eminente professor, havia as obras de Carlos de Carvalho e Francisco D´Áuria, que produziram vários textos sobre história da contabilidade, mas se concentrando mais no período de e posterior a 1494. 
Dos trabalhos desses autores, temos a seguinte divisão da história da contabilidade:
- Era Antiga - de há 8000 anos até 1202
- Era da Sistematização - de 1202 até 1494
- Era da Literatura - de 1494 até 1840

Assim, 1202 seria um marco devido à obra do famoso Leonardo Fibonacci, que ensinou o uso do ábaco e propôs a substituição dos numerais romanos pelo algarismos indo-arábicos para se efetuar cálculos. Em 1494, houve a publicação do célebre texto de Luca Pacioli sobre o método das partidas dobradas, enquanto 1840 seria o ano em que surgiria o primeiro trabalho reconhecido pelos mestres como científico: "A contabilidade aplicada às administrações privada e pública", do italiano Francesco Villa.

## Contabilidade naAntiguidade

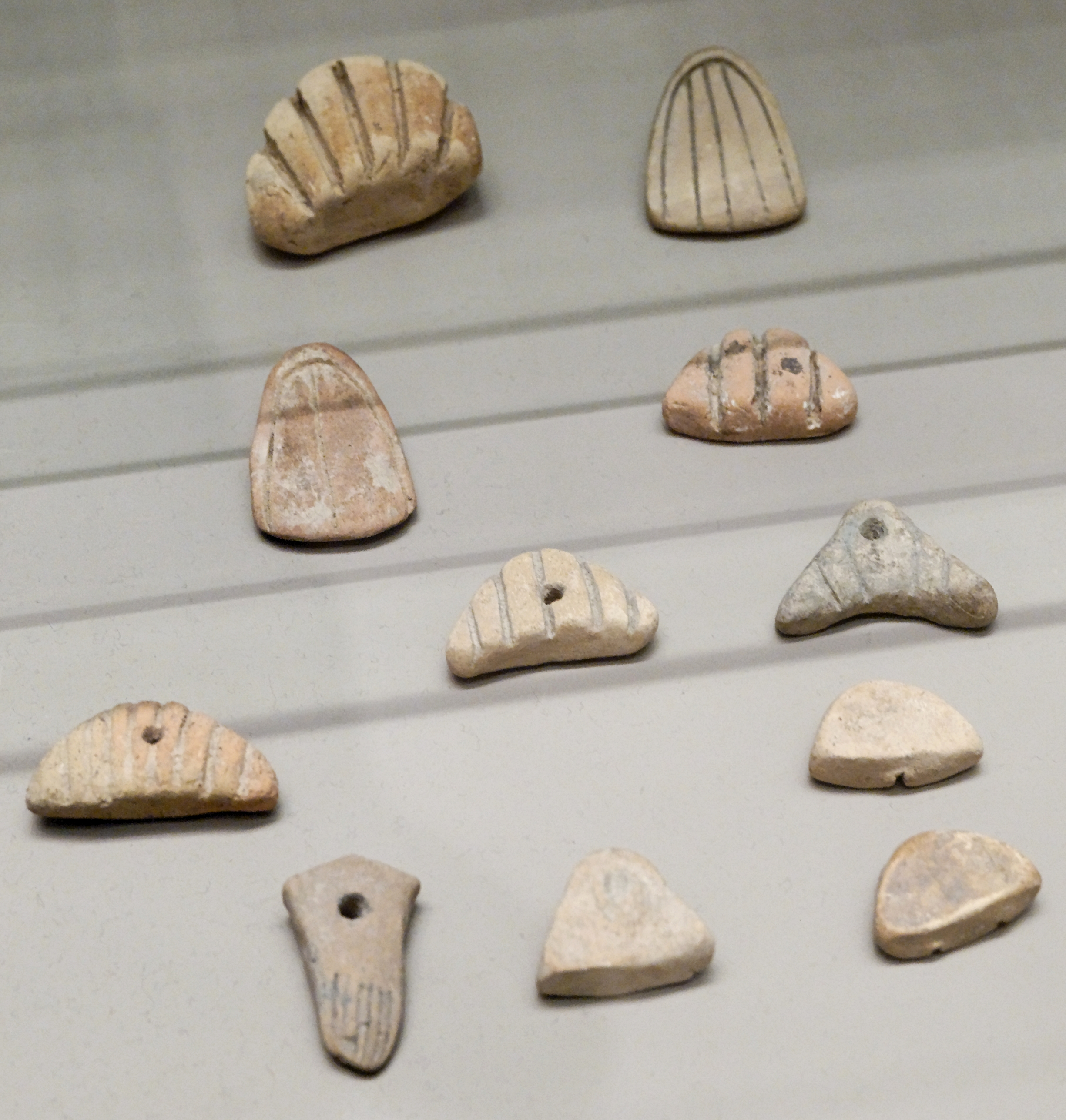
Fichas de barro do Período Uruk encontradas em Susa

Os povos antigos, tais como os antigos egípcios e os babilônicos, registravam suas transações comerciais (pagamentos de salários, impostos etc.) em cerâmicas com escrita cuneiforme e pinturas com a figura dos itens pagos nas paredes, que valiam como recibos. Entre 8000 e 3000 a.C., no Oriente Médio, eram utilizadas fichas de barro representando cabeças de gado para registrar as transferências de animais. Sempre que um animal era transferido, a sua ficha correspondente era transferida de uma caixa de barro para outra.

## Contabilidade naIdade Média
Na Baixa Idade Média, a partir do século XIII, com o Renascimento e a Revolução Comercial, a contabilidade atingiu sua maturidade. Partindo das cidades mercantis do norte da Itália, como Gênova, Florença e a República de Veneza, a técnica das partidas dobradas, que já existia desde a Pré-história sob a forma das fichas de barro, se disseminou pela Europa.

## Contabilidade naIdade Moderna

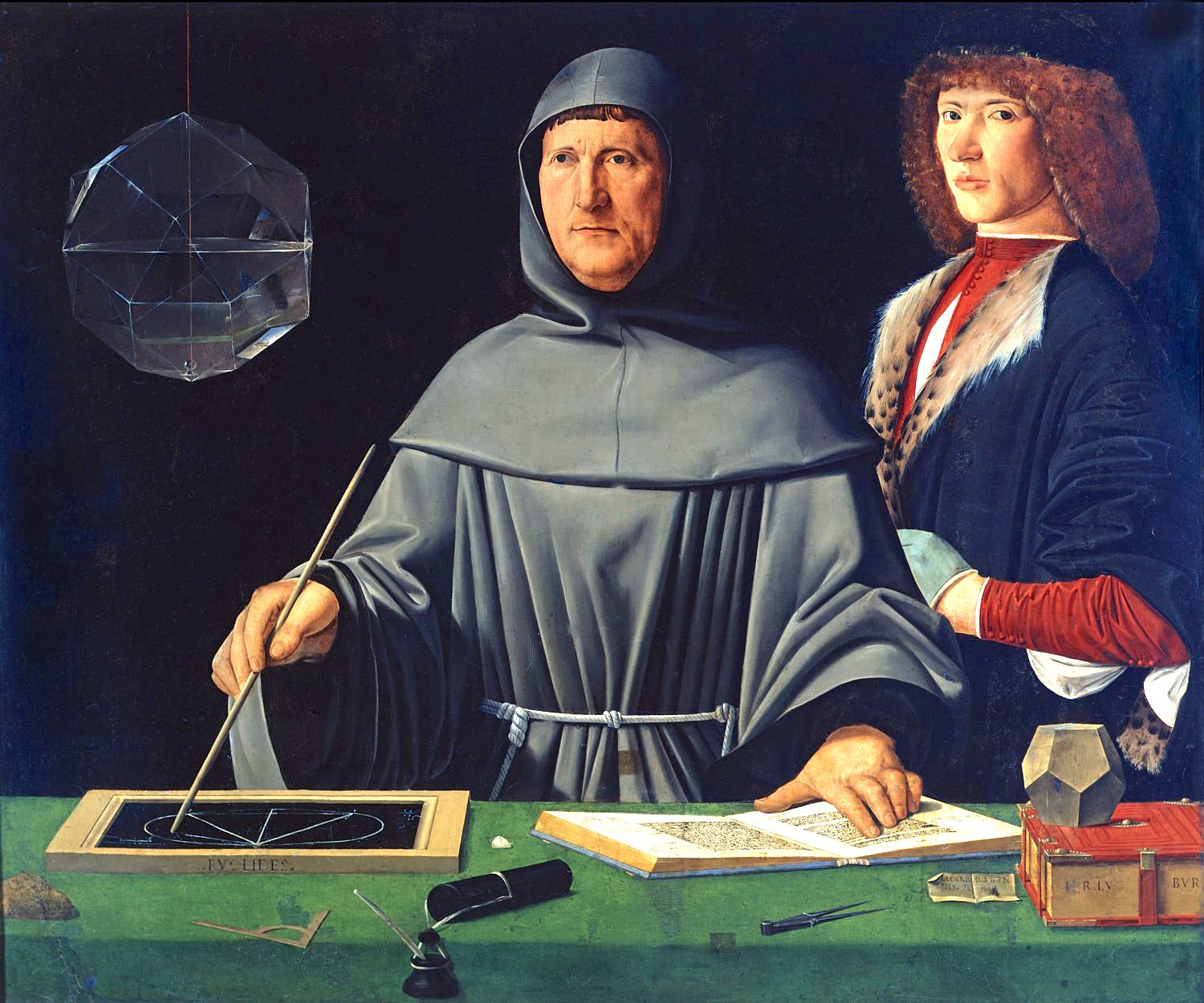
Frei Luca Pacioli retratado em quadro de 1495

Tal processo de maturação da contabilidade prosseguiu até o século XVI, com a Era dos Descobrimentos e o mercantilismo. Em 1494, o frei Luca Pacioli publicou, na Itália, um famoso tratado contábil que deu origem à escola italiana de contabilidade.
 Enquanto isso, na América do Sul, nos séculos XV e XVI, os incas utilizavam os quipos, cordões com nós para registro contábil. No século XVIII, a Revolução Industrial levou a uma maior complexidade no cálculo dos custos: isso fez surgir a disciplina da contabilidade de custos. A contabilidade praticada anteriormente, então, passou a ser chamada de "contabilidade financeira" ou "contabilidade geral".

## Contabilidade naIdade Contemporânea
A escola italiana dominou o cenário contábil mundial até o início do século XX. Nesse século, com a ascensão econômica dos Estados Unidos, passou a predominar a escola estadunidense de contabilidade. Nas últimas décadas do século XX, a contabilidade passou a se preocupar em acentuar mais sua missão de fornecer dados relevantes à tomada de decisões por parte dos administradores das empresas, surgindo, assim, a disciplina da contabilidade gerencial.

## Museus de Contabilidade no Brasil e no Mundo
Apesar da contabilidade ser antiga, existem poucos museus que tem como objeto único de preservação a história da contabilidade, que são o Museu de contabilidade Chinês ,  Museu de contabilidade indiano do Instituto de contabilidade indiano(ICAI). Além do Museu da contabilidade Brasileira e o Centro de memória da contabilidade Paulista. Além disso, existem museus de duas empresas de contabilidade no mundo, que possuem museus e centros de Memória que são a BDO Brazil, que possui um museu da BDO RCS, que conta história da sua trajetória em são paulo, e também materiais das profissões  e também a Ernest Young, que possui o Museu EY. O espaço de 10 m2 faz parte das instalações da universidade corporativa da empresa, a EY University (EYU). Compõem o acervo quase 100 peças entre fotos históricas, placas de prêmios e certificados que marcaram a história da empresa desde suas origens, no início do século XX, até os dias atuais.
- Commons
- Wikilivros